# Andre Jones
Andre Jones (Suffolk (Virginia), 30 de enero de 1990) es un jugador de baloncesto estadounidense con nacionalidad eslovaca que juega para el Pallacanestro Reggiana de la Lega Basket Serie A. Con 1,88 de estatura su puesto natural en la cancha es el de base.

## Trayectoria deportiva
Andre Jones se formó en los Winthrop Eagles (2008-12) y al finalizar su etapa universitaria, se enrolaría en los Erie BayHawks (2008-09) para jugar la liga de desarrollo de la NBA. Más tarde, se convertiría en un auténtico trotamundos del baloncesto donde jugaría en Suecia, Inglaterra, Georgia, México y Eslovaquia. Obteniendo la nacionalidad eslovaca tras su paso por el BC Prievidza.
En 2017, jugaría la fase de clasificación del Eurobasket con la Selección de baloncesto de Eslovaquia.
En verano de 2017, firma por el Auxilium Pallacanestro Torino.
En la temporada 2019-20 juega en el Leonis Roma de la Serie A2.
En la temporada 2020-21 firma por el Cestistica San Severo de la Serie A2, en el que promedia 15.4 puntos, 3.9 rebotes and 2.4 asistencias por partido.
El 19 de febrero de 2021, firma por el Bergamo Basket de la Serie A2.